# ريان المرشود
ريان صالح المرشود مواليد 8 مايو 1999 في القصيم ، السعودية، هو لاعب كرة قدم سعودي يلعب كمهاجم.

## مسيرة اللاعب
لعب في نادي الرائد ونادي البكيرية والنادي العربي ونادي الريان.